# Yves Jamiaque
Yves Jamiaque, nome d'arte di Isaac Jedwab (Reims, 30 gennaio 1918 – Nizza, 8 giugno 1987), è stato uno scrittore, drammaturgo, sceneggiatore, paroliere e regista francese.

## Vita
Yves Jamiaque (vero nome Isaac Jedwab, Jamiaque era il nome della madre, in realtà Yamniak) è nato a Reims, o a Parigi, il 30 gennaio 1918.
 
Dopo aver conseguito la laurea in Scienze umane con una specializzazione in Storia, venne reclutato fra le forze armate dell'esercito francese durante la seconda guerra mondiale, più tardi sarà fatto prigioniero.
 
Alla Liberazione della Francia inizia la carriera artistica di Jamiaque nella recitazione drammaturgica in "Lorenzaccio" di Musset, diretto da Gaston Baty, nel ruolo di Scoroncocolo. Due anni dopo, nel 1949, ecco il suo debutto di drammaturgo, adattando la Chanson de Roland ("La Tragédie de la Passion"), al Théâtre Lancry.
 
In seguito dà vita al primo spettacolo di "suoni e di luci" (1952), testo di Jean Martin-Dumézil, nello scenario del castello di Chambord, con la collaborazione del compositore Maurice Jarre e di Jean-Wilfrid Garett. È stato uno dei pionieri del "Club d'Essai de la Radio Télévision Française", studio di musica elettronica e di produzioni radiofoniche, assieme a Jean Tardieu che gli propone di scrivere radiodrammi. Su Radio Europe 1, l'8 marzo 1957 lancia una nuova narrativa poliziesca nella formula del "documentario" di cronache dell'Interpol, realizzata in collaborazione con Pierre Laforêt (due anni più tardi cureranno la collana "Interpol" su casi criminali reali per la casa editrice Grand Damier con un primo volume firmato da Jamiaque, "Ocre pour les brunes").
 
Parallelamente all'attività di autore radiofonico nascono i drammi per il teatro: "Habeas corpus" e "Negro spiritual" (1954), "Les Lingots du Havre" (1956), "Les Cochons d'Inde" (1960) per il Théâtre du Vieux-Colombier.
Nel frattempo riduce per la radio uno dei suoi romanzi dal titolo "L'Homme à la voiture rouge": quasi 800 gli episodi in onda su Radio Luxembourg (RTL), tra il 1961 e il 1963. È l'autore di sketch per lo spettacolo "Dimanche dans un fauteuil"  ("Domenica in poltrona", 1963) di Jean Chouquet per la radio France Inter.
 
Il passo successivo fu la televisione: si adopera in una cinquantina di sceneggiature fra feuilleton e drammi, che in Italia sono tuttora inediti. Lavora ad alcune produzioni sia tratte da proprie opere che da libri di autori noti (com'è stato nel caso di Signé alouette del giallista Pierre Véry).
 
Ha ideato le parole per brani musicali, fra cui la canzone "Chandernagor" nel 1967, per la colonna sonora del film "Signé Alouette", interpretata dai "Petits Chanteurs D'Estampuis" con la musica di Georges Garvarentz.
 
È stato presidente della Società francese degli Autori e Compositori Drammatici (SACD), dal 1981 al 1983; presidente del Consiglio internazionale degli autori drammatici, all'interno della CISAC ("Confédération Internationale des Sociétés d'Auteurs et Compositeurs").
 
Tra i numerosi riconoscimenti ha ricevuto: Le prix des U, il Grand Prix de la Ville d'Enghien, il Premio Ibsen (1960), il "Challenge Theatra de Bruxelles", il Premio Antenne 2 per la migliore commedia dell'anno ("Acapulco Madame"). 
 
È scomparso nel giugno del 1987, a Nizza; riposa nel cimitero di Saint-Paul-de-Vence. Ha una figlia, Laurence Jyl, scrittrice.
Le opere teatrali continuano ad essere rappresentate in molti paesi, tra cui Stati Uniti, America Latina, Spagna, Portogallo, Italia, Grecia, e in particolare in Germania e URSS. La commedia "La coda del diavolo" di Yves Jamiaque fu proposta per la televisione italiana nel 1964, regia di Leonardo Cortese.

## Romanzi
- 1961 - L'homme à la voiture rouge (in collaborazione con Michel Averlant)
- 1963 - Le grand Sire
- 1969 - Un extravagant violoniste
- 1969 - Une fusée percutante

## Opere teatrali (prima rappresentazione in Francia)
- 1954 - Negro Spiritual, regia di Marcel Lupovici
- 1954 - Habeas Corpus, regia di Pierre Sonnier
- 1956 - Les Lingots du Havre, regia di Jean Lanier
- 1960 - Les Cochons d'Inde, regia di Yves Jamiaque e Robert Postec
- 1961 - Arden de Feversham (sceneggiatura), regia di Bernard Jenny
- 1962 - La Queue du Diable, regia di Georges Vitaly
- 1965 - Don Quichotte, regia di Jean-Paul Le Chanois
- 1966 - Point H, regia di Pierre Franck
- 1973 - Douchka (libretto, parole di Charles Aznavour, musica di Georges Garvarentz)
- 1974 - Monsieur Amilcar, regia di Jacques Charon
- 1976 - Acapulco Madame, regia di Yves Gasc
- 1980 - L'Azalée, regia di Michel Roux
- 1980 - La Mémoire courte, regia di Jean-Luc Moreau
- 1982 - Don Quichotte, regia di Jean-Claude Sachot
- 1994 - Laisse parler ta mère! (sceneggiatura di "Acapulco Madame"), regia di Annick Blancheteau

## Televisione (come autore e sceneggiatore)
- 1961 - Don Quichotte, regia di Marcel Cravenne e Louis Grospierre[10]
- 1962 - L'inspecteur Leclerc enquête[11]
- 1962 - Escale obligatoire, regia di Jean Prat[12]
- 1962 - Gargantua (sceneggiatura), regia di Pierre Badel[10]
- 1963 - La case de l'oncle Tom, regia di Jean-Christophe Averty[10]
- 1964 - Die Teufelsspur (dalla novella La Queue du Diable), regia di Fritz Umgelter[12]
- 1964 - Assurance de mes sentiments les meilleurs, regia di Marcel Bluwal[12]
- 1965 - Esope, regia di Éric Le Hung[10]
- 1965 - La Queue du diable, regia di André Leroux[12]
- 1965 - Les Jeunes années (sceneggiatura e dialoghi), regia di Joseph Drimal[11]
- 1966 - En famille, regia di Jean Vernier[11]
- 1966 - L'écharpe (sceneggiatura e dialoghi), regia di Abder Isker[12]
- 1967 - Dom Quixote, regia di Haroldo Marinho Barbosa[12]
- 1967 - Signé alouette (sceneggiatura e dialoghi), regia di Jean Vernier[11]
- 1967 - La vie commence à minuit, regia di Yvan Jouannet[11]
- 1968 - Ambroise Paré (in 2 parti), regia di Éric Le Hung e Jacques Trébouta[10]
- 1969 - Der Punkt "M" - Eine szenische Fiktion zur Geschichte der Atombombe, regia di Oswald Döpke[12]
- 1970 - Le Cyborg ou le voyage vertical (sceneggiatura e dialoghi), regia di Jacques Pierre, con Gérard Depardieu[12]
- 1970 - Loisillon du paradis, regia di André Leroux (telefilm)[13]
- 1971 - L'Échafaudage  (sceneggiatura originale e dialoghi), regia di Pierre Cardinal[12]
- 1972 - Les dossiers de Me Robineau: Les disparus de Senlis, regia di Jean-Claude de Nesle[12]
- 1972 - Les dossiers de Me Robineau: Les cagnards, regia di Jean-Marie Coldefy[12]
- 1972 - Der Ritter von der traurigen Gestalt, regia di Imo Moszkowicz[11]
- 1972 - Les sous-locs, regia di Jean-Paul Sassy[12]
- 1972 - L'argent par les fenêtres, regia di Philippe Joulia[12]
- 1973 - Wielka milosc Balzaka (in francese "Un grand amour de Balzac"), regia di Wojciech Solarz[11]
- 1978 - Acapulco Madame, regia di Pierre Sabbagh[14]
- 1979 - Monsieur Amilcar, regia di Pierre Sabbagh[14]
- 1980 - Don Quixote, regia di Victor Manuel[12]
- 1980 - La Queue du diable, regia di Pierre Sabbagh[14]
- 1981 - La mémoire courte, regia di Georges Paumier[12]
- 1983 - Léa, regia di Wolfgang Spier[12]
- 1987 - La peau du rôle, regia di Guy Jorré (episodio della serie tv 'Les Cinq Dernières Minutes')
- 1987 - Maigret voyage, regia di Jean-Paul Carrère (episodio della serie tv Les enquêtes du commissaire Maigret)

## Cinema
- 1962 - La planque, regia di Raoul André
- 1963 - Codine, regia di Henri Colpi
- 1972 - L'obsédée sexuelle (Brutalités amoureuses), regia di Jean-Paul Sassy